# Palorus subdepressus
Palorus subdepressus är en skalbaggsart som först beskrevs av Thomas Vernon Wollaston 1864.  Palorus subdepressus ingår i släktet Palorus och familjen svartbaggar. Arten förekommer tillfälligt i Sverige, men reproducerar sig inte. Inga underarter finns listade i Catalogue of Life.